# PrivatAir

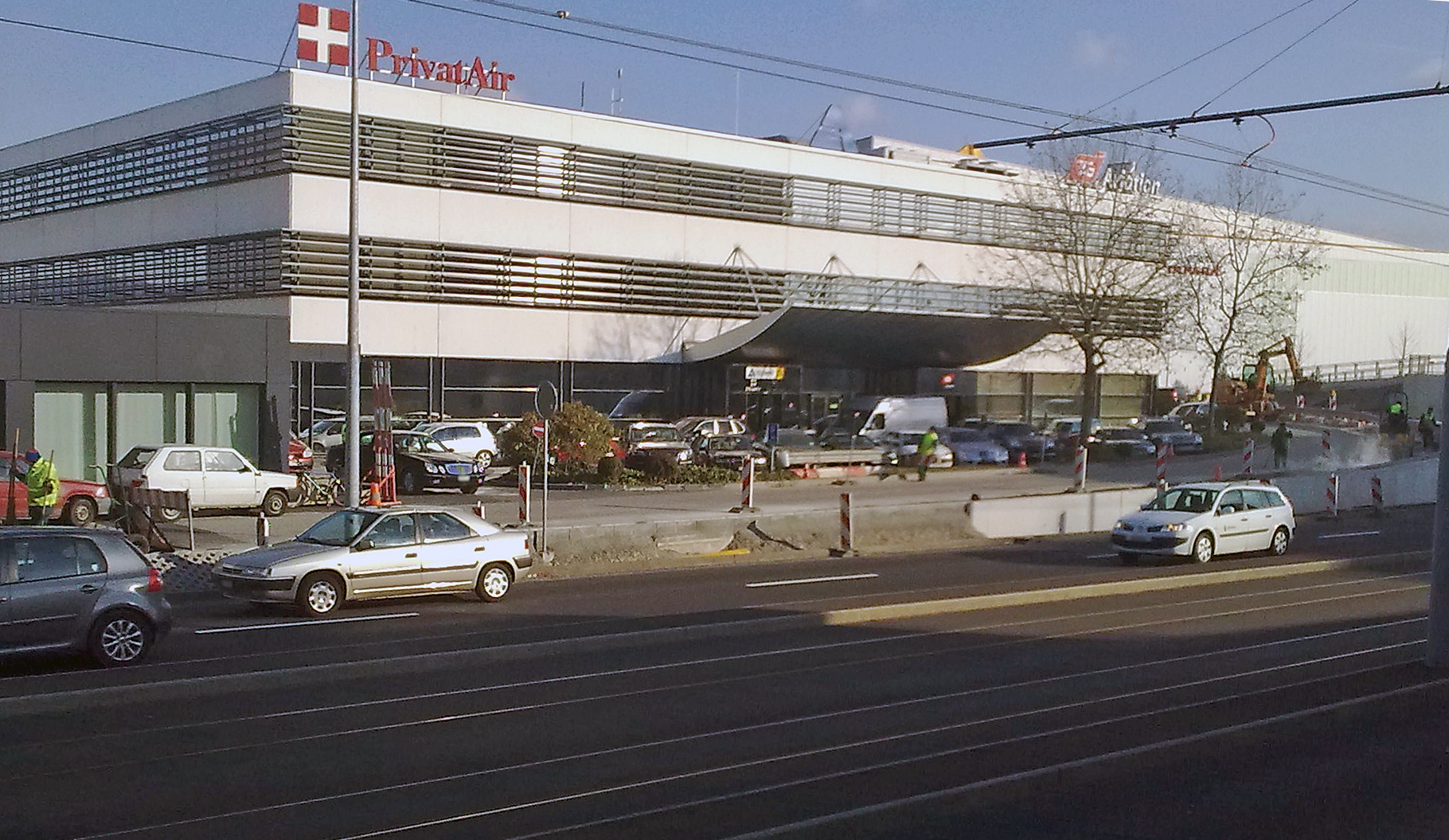
La sede di PrivatAir

La PrivatAir era una compagnia aerea business privata con base all'aeroporto di Ginevra in Svizzera.
La compagnia venne fondata nel 1977 come una sussidiaria del Latsis Group e con il nome Petrolair System. Nel 1995 ricevette il Certificato di Operatore Aereo svizzero in concomitanza con il cambio di nome.
Il 5 dicembre 2018 cessa tutte le operazioni di volo per insolvenza.

## Flotta

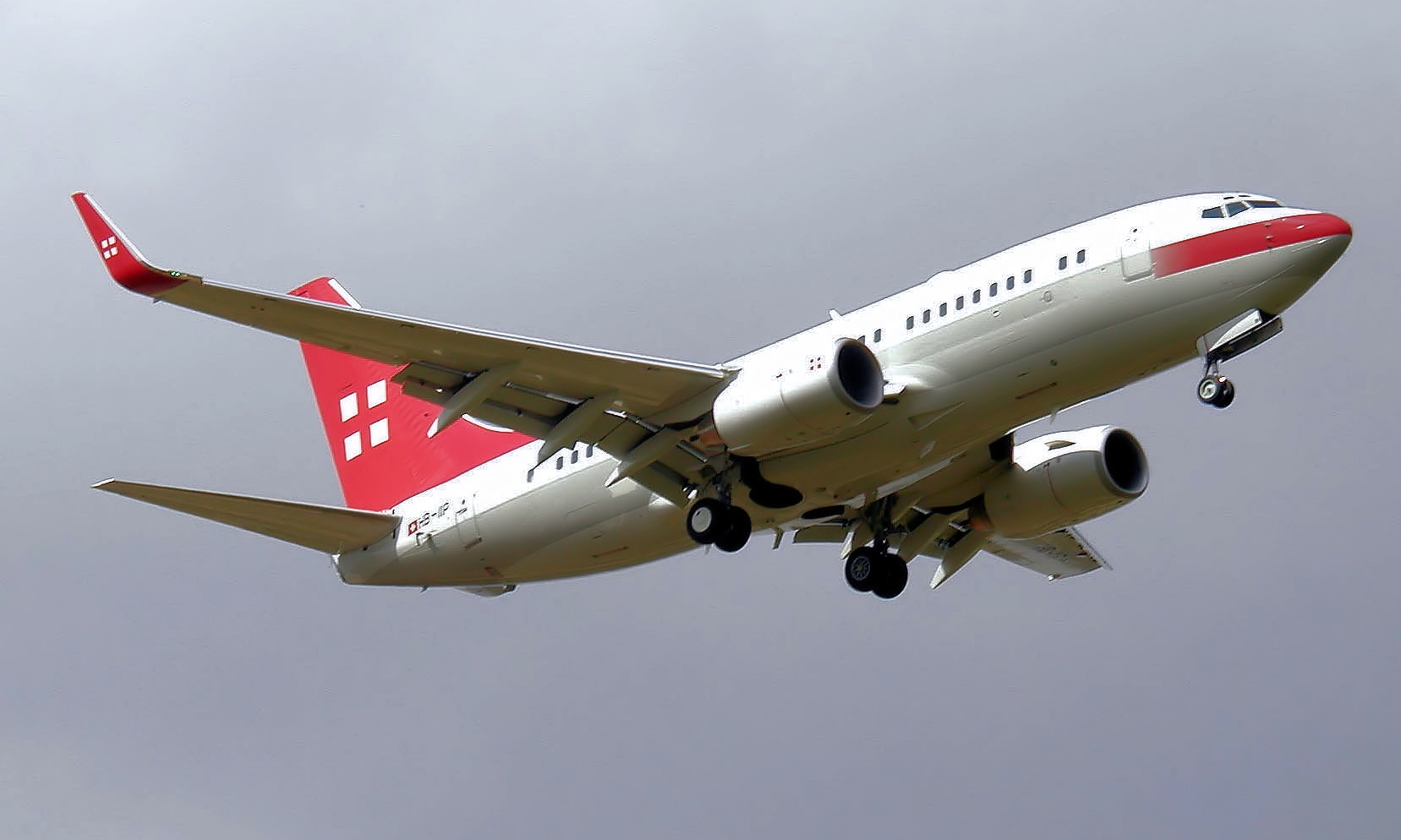
Un Boeing Business Jet della PrivatAir

La flotta della PrivatAir era composta, al momento della chiusura, dai seguenti aeromobili:
| Aereo         | In flotta | Ordini | Note                                                          |
| ------------- | --------- | ------ | ------------------------------------------------------------- |
| Airbus A220   | 0         | 5      | Ordine con consegna prevista nel 2020                         |
| Airbus A319CJ | 3         | —      | operated da PrivatAir Switzerland per Saudia Private Aviation |
| Boeing BBJ    | 2         | —      | operato da PrivatAir Germany; accantonato                     |
| Totale        | 5         | 5      |                                                               |